# Красувка
Красувка( пол. Krasówka (dopływ Widawki) — річка в Польщі, у Белхатовському й Лаському повітах Лодзинського воєводства. Ліва притока Відавки (басейн Балтійського моря).

## Опис
Довжина річки 36,02 км км, найкоротша відстань між витоком і гирлом — 26,20 км, коефіцієнт звивистості річки — 1,38 . Площа басейну водозбору 195,66 км².

## Розташування
Бере початок у селі Лущановіце ґміни Клещув. Тече переважно на північний захід Антонівку, Коцілізну, Кужніцу, Млинкі, Хабеліце, Красова, Рачинув і біля Караблева ґміни Відава впадає у річку Відавку, праву притоку Варти.
У селі Красова річку перетинає автошлях 74.

## Цікавий факт
- У XIX столітті річка називалася Сосонія.